# Університет Жана Мулена Ліон 3
Університет Жана Мулена Ліон 3 (фр. Université Jean Moulin Lyon 3) — французький університет, розташований в місті Ліоні, є частиною Ліонської Академії. Університет був відділений від Університету Ліон 2 26 липня 1973 року, в результаті реформ після травня 1968 року і є одним з чотирьох університетів міста. Першим ректором став професор Анрі Ролан (фр. Henri Roland). Університет названий на честь одного з героїв французького Опору Жана Мулена (фр. Jean Moulin).

## Організація
Університет поділяється на п'ять факультетів, на яких навчаються загалом понад 20 тисяч студентів:
- Факультет права
- Школа менеджменту при університеті
- Факультет філології і цивілізацій
- Факультет мов
- Факультет філософії

## Відомі випускники
Домінік Пербен (фр. Dominique Perben), політик, в 2005—2007 — міністр транспорту в уряді де Вільпена.